# Transmissielijn

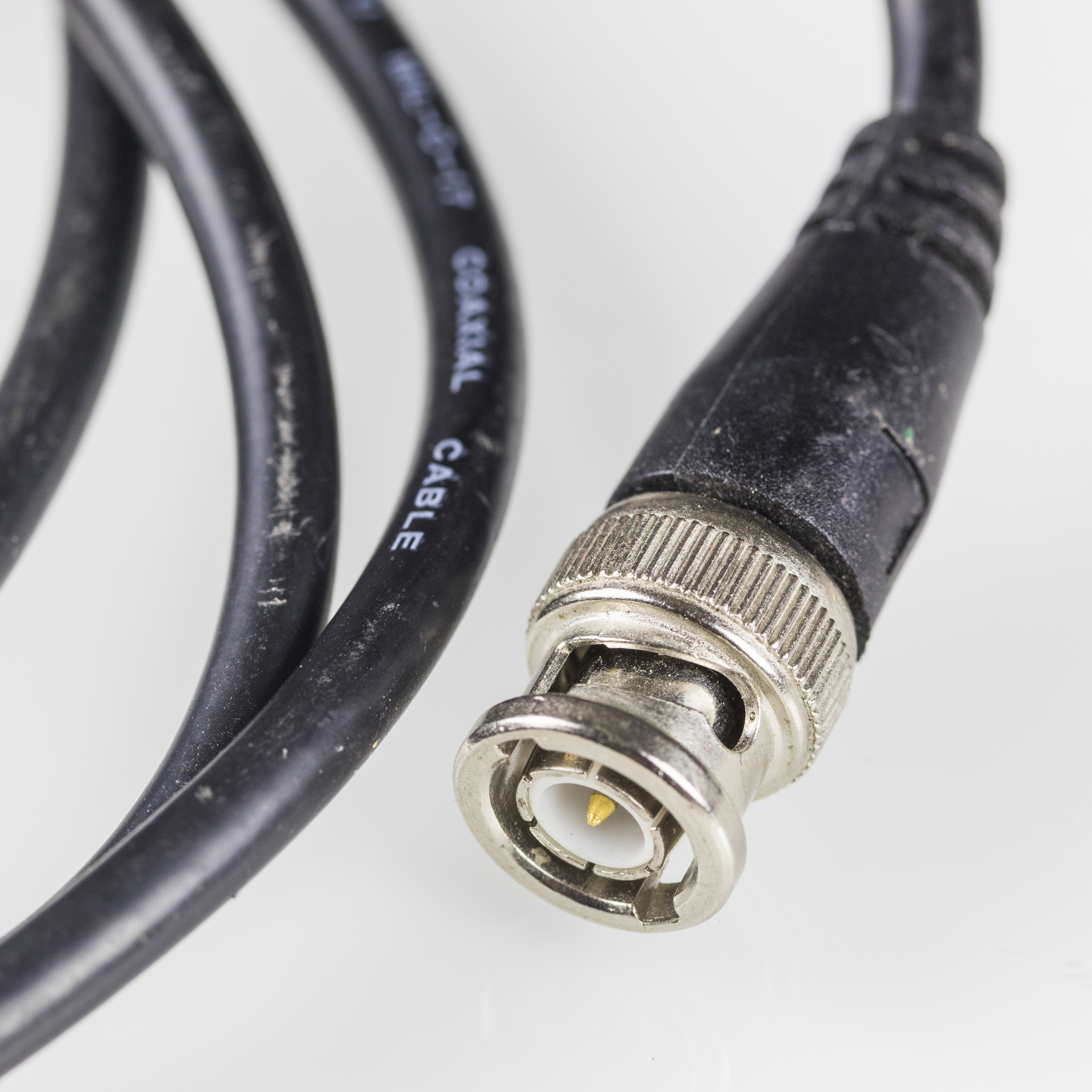
Een coaxkabel als voorbeeld van een transmissielijn

Transmissielijn is de algemene naam voor een verbinding voor het voortgeleiden van elektromagnetische signalen. Het criterium om over een transmissielijn te spreken, heeft betrekking op de lengte van de lijn. Als de lengte van de lijn niet verwaarloosd kan worden ten opzichte van de golflengte van de signalen op de lijn, treedt er een faseverschil op tussen het begin en het einde van de lijn, zie bij voorbeelden onder. In dat geval volstaan de conventionele wetten en oplossingstechnieken voor elektrische netwerken niet meer en wordt toepassing van de transmissielijn-theorie noodzakelijk.
Gangbare transmissielijnen voor elektrische signalen bestaan uit twee equidistante geleiders met een ten opzichte van de geleiders homogene doorsnede. Bekende voorbeelden zijn: coax-kabel en lintkabel, al dan niet getwist.
Transmissielijnen bezitten bepaalde eigenschappen, zoals:
- karakteristieke impedantie
- looptijden
- balancering
- resonanties

Bij transmissielijnen moet vanwege deze eigenschappen altijd rekening worden gehouden met de wijze van afsluiten. Hiermee wordt bedoeld het plaatsen van een passende impedantie op het uiteinde van de lijn. Als dit verkeerd gebeurt kan signaalverlies of -vervorming optreden, doordat in dat geval reflecties aan het einde van de lijn optreden, die een verstoring van het signaal veroorzaken.

## Elektrische transmissielijnen
Voorbeelden van veel voorkomende elektrische transmissielijnen zijn:
- UTP: Unshielded Twisted Pair
- STP: Shielded Twisted Pair
- microstriplijn
- lintkabel
- coaxkabel
- Telefoonkabel

### Model van een transmissielijn

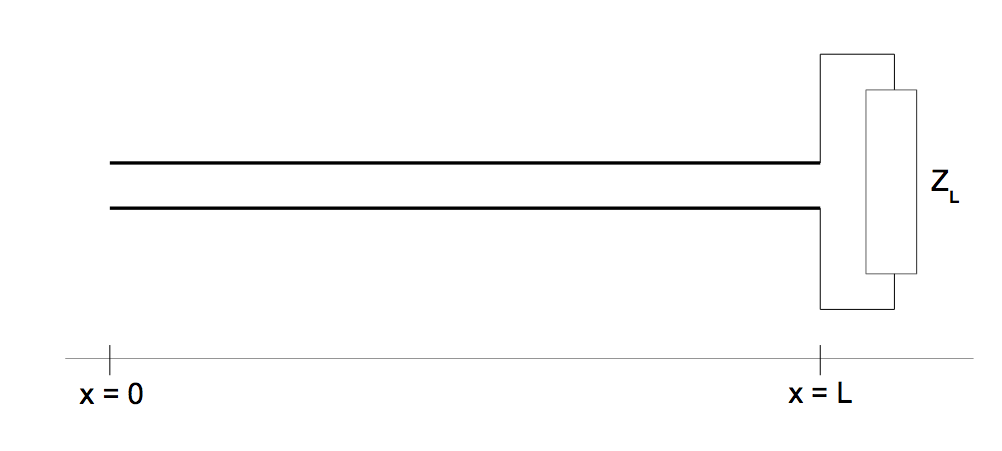
Transmissielijn belast met impedantie

Een transmissielijn kan worden gezien als een keten van tweepoorten, elk ter lengte {\displaystyle dx}, die er elk als volgt uitzien:
De gedistribueerde parameters zijn:
- {\displaystyle l} de zelfinductiecoëfficiënt per lengte-eenheid, in henry per meter (H/m)
- {\displaystyle c} de capaciteit per lengte-eenheid, in farad per meter (F/m)
- {\displaystyle r} de serieweerstand per lengte-eenheid, in ohm/m)
- {\displaystyle g} de parallelgeleiding per lengte-eenheid,  in siemens per meter (S/m)

De kleine letters (l, c, r en g) geven aan dat het hier om de grootheden L, C, R en G gaat, maar per eenheid van lengte. Het gedrag van een transmissielijn wordt beschreven door de telegraafvergelijkingen.
Een transmissielijn kan in plaats van door de gedistribueerde parameters, ook gekarakteriseerd worden door de karakteristieke impedantie en de voortplantingscoëfficiënt.

### Karakteristieke impedantie
De karakteristieke impedantie van een transmissielijn is  de impedantie die een bron zou zien als de transmissielijn oneindig lang is. Een transmissielijn heeft bij een signaal met cirkelfrequentie ω een karakteristieke impedantie {\displaystyle Z_{0}} gegeven door:
{\displaystyle Z_{0}={\sqrt {\frac {r+j\omega l}{g+j\omega c}}}}
Is de lijn verliesvrij, {\displaystyle r=0} en {\displaystyle g=0}, dan is de karakteristieke impedantie onafhankelijk van de frequentie:
{\displaystyle Z_{0}={\sqrt {\frac {l}{c}}}}

### Voortplantingscoëfficiënt
De voortplantingscoëfficiënt {\displaystyle \gamma =\alpha +j\beta } is gedefinieerd door:
{\displaystyle \gamma ={\sqrt {(r+j\omega l)(g+j\omega c)}}}
Het reële deel {\displaystyle \alpha } heet de dempingscoëfficiënt, die een maat is voor de verzwakking van het signaal langs de lijn. Het imaginaire deel {\displaystyle \beta } heet het golfgetal, of ook de fasecoëfficiënt of fasedraaiingscoëfficiënt, die aangeeft hoe de faseverschuiving, waarover in de inleiding werd gesproken, langs de lijn verloopt.

### Reflecties
Reflecties in een transmissielijn uiten zich bij analoge, sinusvormige, signalen anders dan bij digitale, stapsgewijs veranderende, signalen.

#### Spanningsstap
Wanneer op tijdstip {\displaystyle t=0} een spanningsbron op de transmissielijn wordt aangesloten, zal de transmissielijn zich op het moment van aansluiten gedragen als een oneindig lange lijn. De wet van Ohm zal gelden voor de verhouding tussen spanning en stroom door de transmissielijn, uitgaande van {\displaystyle Z_{0}} als impedantie.
Zodra de spanning het einde van de transmissielijn bereikt, geldt opnieuw de wet van Ohm. Als de lijn niet op een belasting met dezelfde waarde als de karakteristieke impedantie van de lijn is aangesloten, treedt een conflict op. Als reactie zal een schijnbare tweede spanningsbron ter plaatse van de afsluiting van de lijn een spanning opwekken die de wet van Ohm op dat moment op dat punt weer kloppend maakt. Dit verschijnsel heet reflectie.
Dit effect treedt afwisselend bij de bron en bij de belasting op, net zo lang totdat een stabiele toestand is bereikt.
Om reflecties te vermijden, de oorzaak van informatieverlies, dient men de transmissielijn af te sluiten met haar karakteristieke impedantie

#### Sinusvormige spanning

Het ontstaan van een staande golf uit twee lopende golven.

Bij een sinusvormige spanning zal de reflectie eveneens sinusvormig zijn, met een gelijke of kleinere amplitude, en een zekere faseverschuiving ter plaatse van de afsluiting.
Omdat we twee sinusvormige signalen van gelijke frequentie hebben, die zich in tegengestelde richting bewegen, is het faseverschil tussen beide signalen afhankelijk van de plaats waar we meten. Iedere halve golflengte hebben we 360 graden faseverschil, omdat beide golven in tegengestelde richting bewegen. Het resultaat is dat de amplitude van het signaal op de kabel periodiek toe- en afneemt. We spreken van staande golven, omdat de amplitudevariaties op vaste plaatsen optreden, bij één bepaalde frequentie.
Het extreme geval is een elektrische kortsluiting aan het einde van een transmissielijn. De gereflecteerde golf zal dezelfde amplitude hebben als de heengaande golf, en op de plaats van de kortsluiting een tegengestelde fase. Kijken we echter een kwart golflengte verder, dan zijn beide golven in fase en is de spanning ter plaatse tweemaal die van de heengaande golf.
De verhouding tussen maximale en minimale amplitude noemen we de staandegolfverhouding. Deze staandegolfverhouding is een maat voor de aanpassing tussen de signaalbron, de kabel en de belasting. Vaak is die belasting een antenne. Door de VSWR te meten, kan de antenne optimaal op de kabel worden aangepast door middel van een elektrisch netwerk, de antennetuner.

### Resonantie
Resonantie ontstaat ten gevolge van reflecties in een transmissielijn. Een open of een kortgesloten transmissielijn heeft een frequentie-afhankelijke periodiek verlopende impedantie waarvan we gebruik kunnen maken. We kunnen met transmissielijnen scherp afgestemde elektrische filters maken.
Resonanties kunnen ook hinderlijk zijn. Storingen op het lichtnet kunnen erdoor versterkt worden.

### Voorbeelden

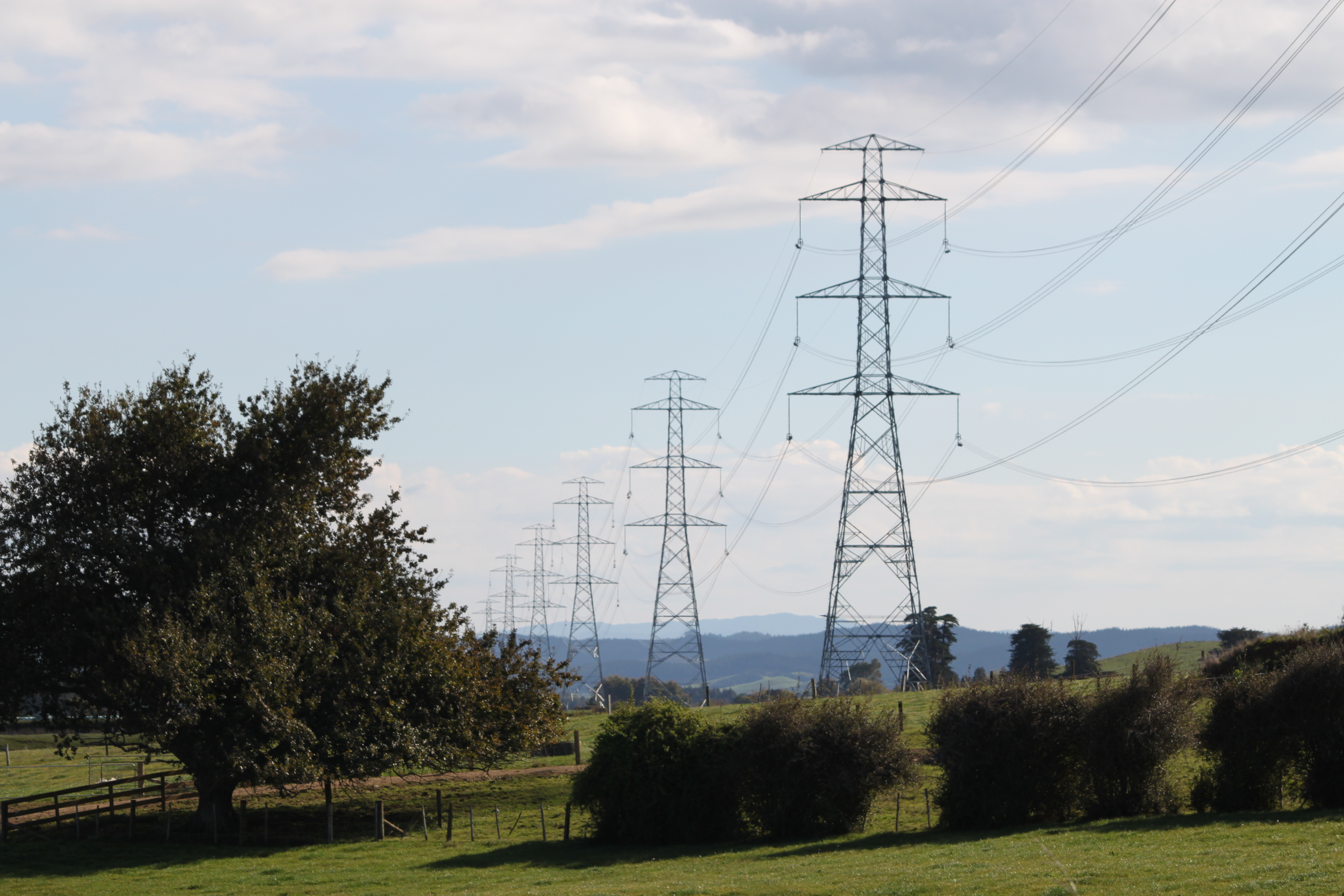
Een lange hoogspanningsleiding gedraagt zich als een transmissielijn

Een voorbeeld ter illustratie van het lengtecriterium: Een coaxkabel wordt gebruikt om videosignalen te verzenden met frequenties in de buurt van 5 MHz. De golflengte van de golven die op de lijn propageren, bedraagt dan {\displaystyle \lambda =c/f=60\,}m, met {\displaystyle c} de lichtsnelheid. Een vuistregel zegt dat de lengte van de kabel minstens 1/10 van de golflengte moet zijn om over een transmissielijn te spreken. In dit geval betekent het dat in een lijn langer dan 6 m significante faseverschillen optreden.
Een tweede voorbeeld ter illustratie van het lengtecriterium: een hoogspanningsleiding werkt op een frequentie van {\displaystyle f=50\,}Hz. De golflengte van de golven die op de lijn propageren, is {\displaystyle \lambda =c/f=6000\,}km. Een vuistregel zegt dat de lengte van de kabel minstens 1/10 van de golflengte moet zijn om over een transmissielijn te spreken. In dit geval betekent het dat in een lijn langer dan 600 km significante faseverschillen optreden.
Een derde voorbeeld ter illustratie van het lengtecriterium: radiogolven van de FM-omroep hebben een frequentie rond {\displaystyle f=100\,}MHz. De golflengte van de golven die op de lijn propageren, is {\displaystyle \lambda =c/f=3\,}m. Een vuistregel zegt dat de lengte van de kabel minstens 1/10 van de golflengte moet zijn om over een transmissielijn te spreken. In dit geval betekent het dat in een lijn langer dan 30 cm significante faseverschillen optreden.